# Rijksweg 29
Der Rijksweg 29 (Abkürzung: RW 29) – Kurzform: Autosnelweg 29 (Abkürzung: A29) –  ist eine niederländische Autobahn, die die direkte Verbindung der A15 mit der A59 bildet. Die knapp 13 km lange Autobahn verläuft in den niederländischen Provinzen Südholland und Nordbrabant. Sie verbindet Rotterdam mit den südwestlichen Niederlanden. Seit der Fertigstellung 2014 des Teilabschnitts Dinteloord-Halsteren des Rijkswegs 4 ist die A29 außerdem Teil einer direkten Verbindung zwischen dem Rotterdamer und dem Antwerpener Hafen.

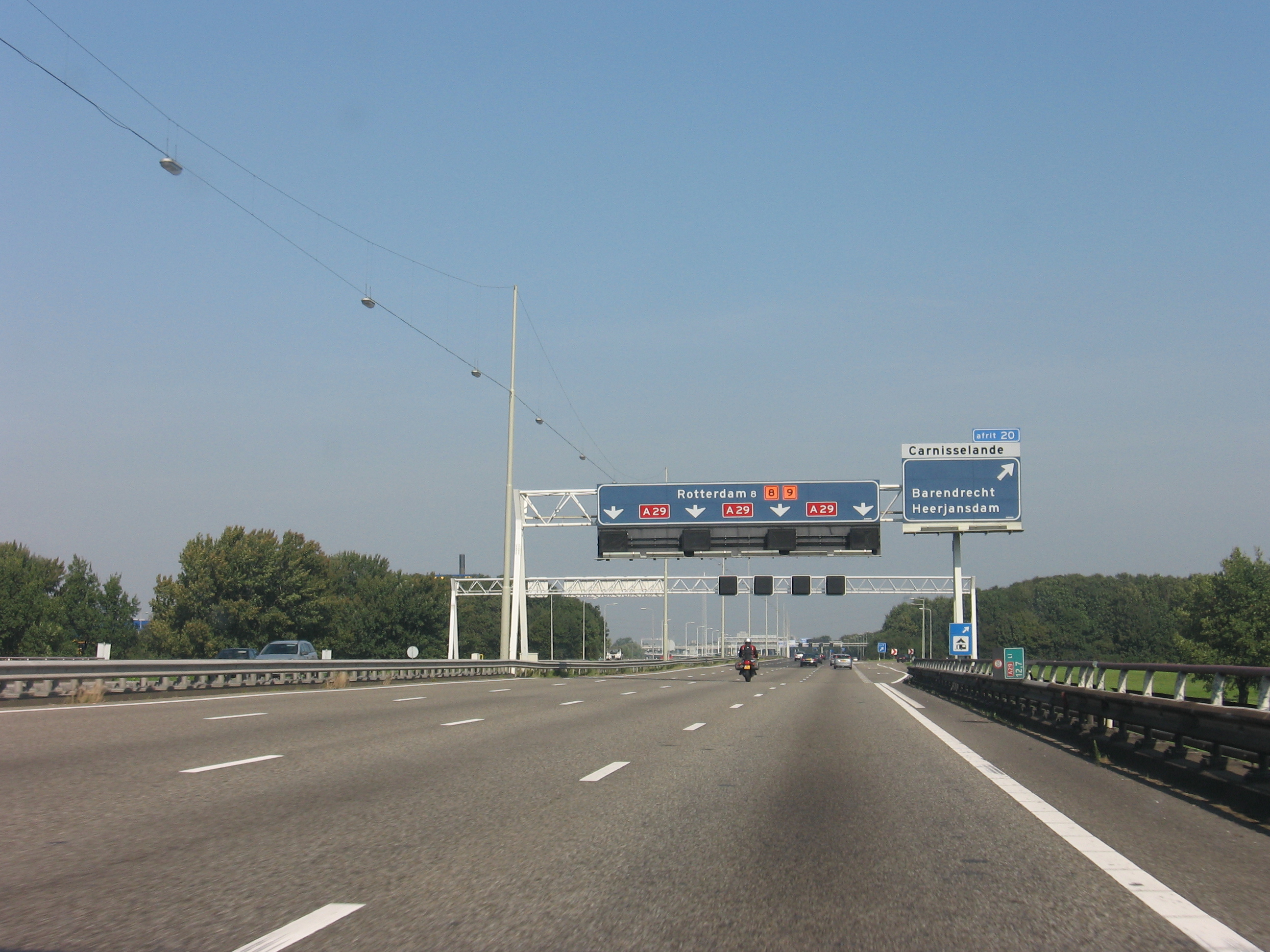
Die A29 bei Barendrecht in Richtung Rotterdam

Die A29 führt in ihrem kurzen Verlauf drei Mal über das Wasser bzw. unter dem Wasser her. Der Heinenoordtunnel führt die A29 unter der Oude Maas. Dazu gibt es die Haringvlietbrug über die Haringvliet und die Volkerakbrug über die Volkerak bei den Volkeraksluizen.
Zwischen dem Knooppunt Vaanplein und dem geplanten Knooppunt Klaaswaal heißt die A29 auch offiziell A29. Zwischen dem Knooppunt Klaaswaal und dem Knooppunt Sabina ist die Autobahn Teil der A4. Sie ist aber bis zur Fertigstellung der A4 und die damit verbundene Verknüpfung noch als A29 beschildert. Der als A29 beschilderte Autobahn hat dadurch eine Länge von 26 Kilometer, während die A29 offiziell eine Länge von 13,4 Kilometer hat. Bei Klaaswaal wurden bereits eine Vorleistung für den späteren Bau eines Knooppuntes erbracht. Hier ist der Abstand zwischen den Fahrstreifen schon beim Bau Ende der 1960ern verbreitet worden um den späteren Bau einer Verbindung zur A4 auf dem Teilstück Klaaswaal-Knooppunt Benelux zu erleichtern.
Aus südlicher Richtung gesehen verläuft die A29 nach dem Knooppunkt Vaanplein weiter als vierspurige Zubringerstraße in Richtung des Rotterdamer Stadtzentrums. Seit 2010 wird diese Straße, der Vaanweg, als S103 angedeutet.
Die A29 entspricht den niederländischen Standards für Autobahnen. Nur auf dem Haringvlietburg und im Heinenoordtunnel verfügt sie nicht über einen Standstreifen. Vom Vaanplein bis zur Ausfahrt Oud-Beijerland ist sie sechs- bis achtspurig ausgebaut, im weiteren Verlauf hat sie für jede Fahrtrichtung zwei Spuren.